# Arribada
Fazer uma arribada ou aportar em náutica  significa ser obrigado a entrar num porto, fazer uma escala não programada por motivo de força maior.  
Diz-se que um barco fez uma arribada  como neste extracto; "O navio francês LE LEVANT, que em viagem transatlântica de Caiena para Marselha efectuou uma arribada no Funchal, para o desembarque de tripulante doente."

## Não confundir
Nem arribar nem aportar devem ser confundidos com o termo de mareação que é uma arribação, uma manobra com o leme, mas é curioso notar que tanto   um como o outro subentendem a ideia de se desviar de, quer seja rota  ou vento.